# Sächsischer Verlagspreis
Der Sächsische Verlagspreis wird jährlich für besondere verlegerische Leistungen vom Sächsischen Staatsministerium für Wissenschaft und Kunst und dem Sächsischen Staatsministerium für Wirtschaft, Arbeit und Verkehr in Kooperation mit dem Landesverband Sachsen, Sachsen-Anhalt und Thüringen des Börsenvereins des Deutschen Buchhandels ausgelobt. Er ist mit 10.000 Euro dotiert und wurde erstmals 2018 vergeben. Die Verleihung soll in zeitlicher Nähe zum Welttag des Buches erfolgen.
Der Sächsische Verlagspreis soll das Wirken von sächsischen Verlagen sichtbar und besondere verlegerische Leistungen bekannt machen. Eine Jury aus Vertretern von Buchhandel, Bibliotheken, Medien und der beteiligten Ministerien wählt den jeweiligen Preisträger aus.

## Preisträger
- 2018: Spector Books[2]
- 2019: Connewitzer Verlagsbuchhandlung[3]
- 2020: Lehmstedt Verlag[4]
- 2022: Unter dem Motto „So geht sächsisch.“ wurden 20 Verlage mit jeweils 10.000 Euro ausgezeichnet:[5]
  - Akono Verlag Leipzig, Leipzig
  - Buchkinder Leipzig e.V., Leipzig
  - Domowina-Verlag GmbH, Bautzen
  - E. A. Seemann Henschel GmbH & Co. KG, Leipzig
  - Edition Hamouda Leipzig, Leipzig
  - edition überland, Leipzig
  - Evangelische Verlagsanstalt GmbH, Leipzig
  - Hentrich & Hentrich Verlag Berlin Leipzig, Leipzig
  - hochroth Leipzig, Leipzig
  - Klett Kinderbuch Verlag GmbH, Leipzig
  - Lagato Verlag e. K., Leipzig
  - Lehmstedt Verlag, Leipzig
  - Lubok Verlag, Leipzig
  - Mirabilis Verlag, Klipphausen/Miltitz
  - Poetenladen Verlag, Leipzig
  - Sandstein Verlag, Dresden
  - Sax-Verlag, Markkleeberg
  - Spector Books oHG, Leipzig
  - Palomaa Publishing, Leipzig
  - Trottoir Noir Verlag Marcel Raabe, Leipzig